# Гаррисон (округ, Индиана)
Га́ррисон (англ. Harrison County) — округ в США, штате Индиана. По состоянию на 2010 год, численность населения составляла 39 364 человек. Был основан 1 декабря 1808 года, получил своё название в честь американского политического деятеля и девятого президента США Уильяма Генри Гаррисона.

## География
Согласно данным Бюро переписи населения США, общая площадь округа Гаррисон равняется 1 260,1 км², из которых 1 254,9 км² суша и 5,2 км² или 0,41 % приходится на водную поверхность.

## Климат
Согласно системе классификации климатов Кёппена, округ Гаррисон находится во влажном субтропическом климате, который сокращённо обозначается на климатических картах аббревиатурой «Cfa». Хотя в Индиане иногда случаются засухи, общее количество осадков распределяется относительно равномерно в течение года (подробнее см. Климат Индианы).

## Население
По данным переписи населения 2000 года в округе проживает 34 325 жителей в составе 12 917 домашних хозяйств и 9 713 семей. Плотность населения составляет 27,00 человек на км2. На территории округа насчитывается 13 699 жилых строений, при плотности застройки около 11,00-ти строений на км2. Расовый состав населения: белые — 98,40 %, афроамериканцы — 0,40 %, коренные американцы (индейцы) — 0,30 %, азиаты — 0,20 %, гавайцы — 0,10 %, представители других рас — 0,20 %, представители двух или более рас — 0,60 %. Испаноязычные составляли 1,00 % населения независимо от расы.
В составе 36,00 % из общего числа домашних хозяйств проживают дети в возрасте до 18 лет, 62,40 % домашних хозяйств представляют собой супружеские пары проживающие вместе, 8,80 % домашних хозяйств представляют собой одиноких женщин без супруга, 24,80 % домашних хозяйств не имеют отношения к семьям, 20,70 % домашних хозяйств состоят из одного человека, 8,40 % домашних хозяйств состоят из престарелых (65 лет и старше), проживающих в одиночестве. Средний размер домашнего хозяйства составляет 2,63 человека, и средний размер семьи 3,04 человека.
Возрастной состав округа: 25,90 % моложе 18 лет, 8,70 % от 18 до 24, 30,20 % от 25 до 44, 23,70 % от 45 до 64 и 23,70 % от 65 и старше. Средний возраст жителя округа 37 лет. На каждые 100 женщин приходится 99,30 мужчин. На каждые 100 женщин старше 18 лет приходится 97,20 мужчин.
Средний доход на домохозяйство в округе составлял 43 423 USD, на семью — 48 542 USD. Среднестатистический заработок мужчины был 33 735 USD против 24 897 USD для женщины. Доход на душу населения составлял 19 643 USD. Около 4,90 % семей и 6,40 % общего населения находились ниже черты бедности, в том числе — 7,30 % молодежи (тех, кому ещё не исполнилось 18 лет) и 9,80 % тех, кому было уже больше 65 лет.